# Kids (film)
Kids is een controversiële Amerikaanse film van Larry Clark, uitgebracht in 1995. De film is geschreven door Larry Clark, Harmony Korine en Jim Lewis. Lou Barlow en John Davis verzorgden als de Folk Implosion en Sebadoh het merendeel van de muziek. Verder bevat de film ook muziek van Daniel Johnston en Slint.

## Verhaal
De film gaat over een groep jonge skaters in New York. De hoofdpersoon, Telly (Leo Fitzpatrick), gaat alleen naar bed met maagden, als een alternatieve vorm van veilige seks. Vervolgens blijkt zijn eerdere bedpartner Jennie (Chloë Sevigny) hiv te hebben opgelopen. Omdat ze alleen met Telly seks heeft gehad, moet de besmetting wel van hem afkomstig zijn. De film laat zien hoe Jenny Telly probeert te vinden, terwijl die niets anders doet dan nieuwe meisjes versieren.

## Rolverdeling
| Acteur          | Personage |
| --------------- | --------- |
| Leo Fitzpatrick | Telly     |
| Justin Pierce   | Casper    |
| Chloë Sevigny   | Jennie    |
| Rosario Dawson  | Ruby      |
| Jon Abrahams    | Steven    |
| Harold Hunter   | Harold    |
| Harmony Korine  | Fidget    |
| Yakira Peguero  | Darcy     |
| Billy Walderman | Zack      |
| Julia Mendoza   | Susan     |
| Jeff Pang       | Jeff      |
| Hamilton Harris | Hamilton  |

## Achtergrond

### Productie
De film is opgenomen in een documentaireachtige stijl. De scènes zijn echter wel in een scenario vastgelegd.
Larry Clark koos voor de film vooral "straatkinderen" uit New York, die nog geen ervaring hadden met acteren. Sommige van hen werden door de film juist bekend, zoals Rosario Dawson (Rent, Sin City, Men in Black II, Alexander) en Chloë Sevigny (Boys Don't Cry, American Psycho, Big Love, Party Monster), maar de meeste zijn nadien vergeten. Harmony Korine schreef in 1993 het scenario voor de film. Gus Van Sant was aanvankelijk bij de film betrokken als producent.

### Opbrengst
De film werd gemaakt met een budget van 1,5 miljoen dollar en bracht in de Verenigde Staten 7,4 miljoen dollar op. Wereldwijd bracht de film $15.000.000 op.

### Filmmuziek
- Daniel Johnston - Casper
- Deluxx Folk Implosion - Daddy Never Understood
- Folk Implosion - Nothing Gonna Stop
- Folk Implosion - Jenny's Theme
- Folk Implosion - Simean Groove
- Daniel Johnston - Casper The Friendly Ghost
- Folk Implosion - Natural One
- Sebadoh - Spoiled
- Folk Implosion - Crash
- Folk Implosion - Wet Stuff
- Lo-Down - Mad Fright Night
- Folk Implosion - Raise The Bells
- Slint - Good Morning Captain

Andere filmmuziek die niet op het album voorkomt:
- Artifacts - Wrong Side of The Tracks
- The Average White Band - I'm The One
- Beastie Boys - Sabrosa
- Beastie Boys - Pow
- Brand Nubian - Word Is Bond
- Crooklin Dodgers - Crooklin
- Erule - Listen Up
- Jeru The Damaja - Da Bitchez
- John Coltrane - Slow Dance
- O.C. - Time's Up
- A Tribe Called Quest - Oh My God

## Prijzen

### Prijzen
- Independent Spirit Award (1996)
Best debuutoptreden: Justin Pierce

### Nominaties
- Gouden Palm 1995
Beste regisseur: Larry Clark
- Independent Spirit Award 1996
Beste eerste film: Larry Clark (regie) en Cary Woods (productie)
Beste eerste scenario: Harmony Korine
Beste vrouwelijke bijrol: Chloë Sevigny